# Hugo Preuss
Hugo Preuß (Berlim, 28 de outubro de 1860 — Berlim, 9 de outubro de 1925) foi um jurista e político alemão. Foi considerado o pai da primeira constituição da República de Weimar (1919-1933). Em 1919, durante a Revolução Alemã, foi  Ministro do Interior. Membro do Partido Democrático Alemão